# Valletot
Valletot est une commune française située dans le département de l'Eure, en région Normandie.

## Géographie

### Localisation
Valletot est une commune du Nord-Ouest du département de l'Eure. Elle se situe dans le nord du Roumois, près de l'autoroute A13 et à quelques kilomètres de la Seine-Maritime. Elle occupe un territoire compris entre la vallée de la Risle au sud et au sud-ouest et l'autoroute A13 au nord. À vol d'oiseau, la commune est à 8 km à l'est de Pont-Audemer, à 18,5 km au sud de Lillebonne, à 34,5 km à l'ouest de Rouen et à 54 km au nord-ouest d'Évreux.
| Fourmetot            | Fourmetot Bourneville-Sainte-Croix (comm. dél. de Bourneville) | Étréville                        |
| Fourmetot            | Valletot                                                       | Étréville Cauverville-en-Roumois |
| Corneville-sur-Risle | Colletot                                                       |                                  |

### Hydrographie
La commune est située dans le bassin Seine-Normandie. Elle n'est drainée par aucun cours d'eau,. Néanmoins un plan d'eau est présent sur le territoire communal : la mare de la Ville (0,08 ha),.

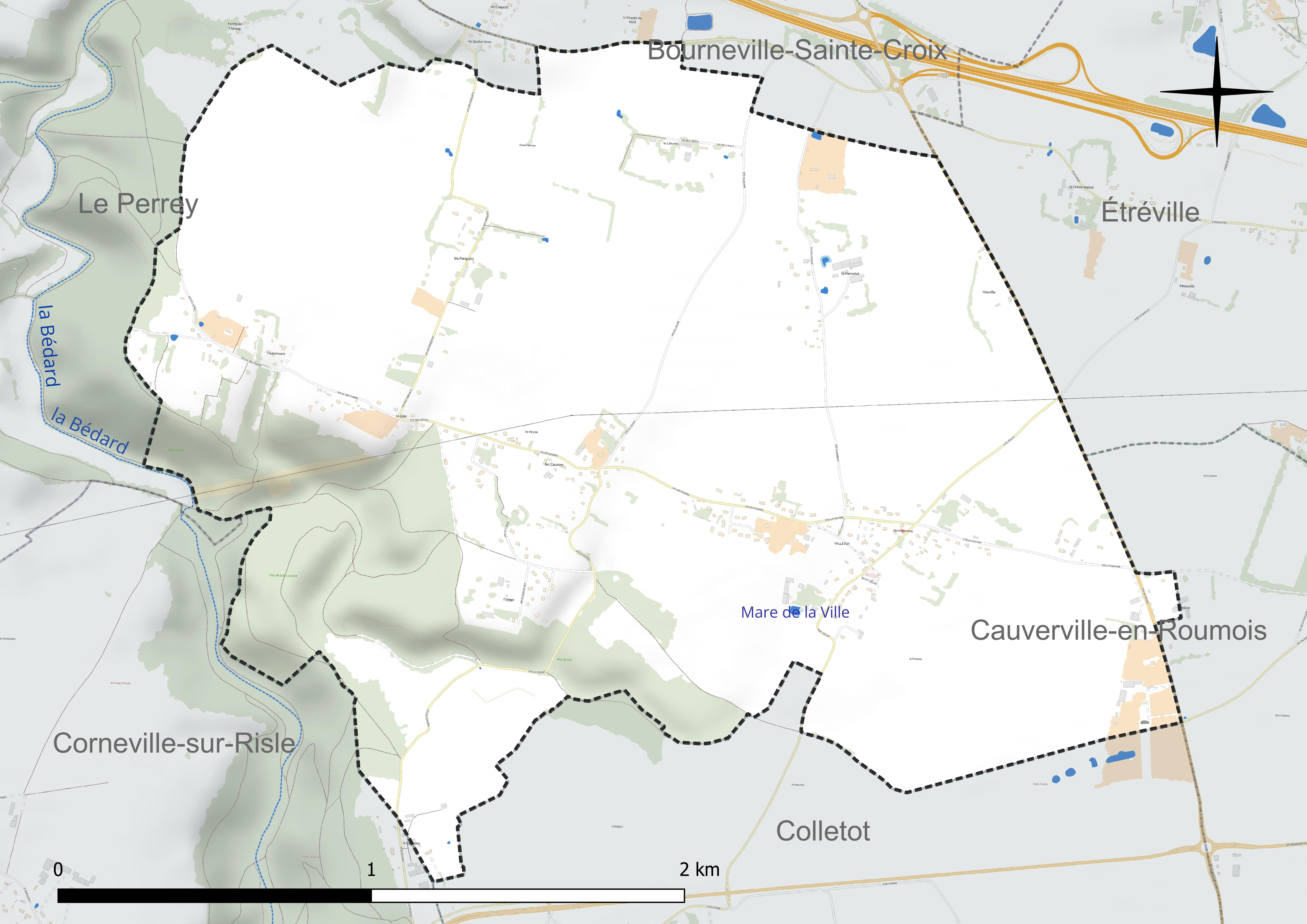
Réseau hydrographique de Valletot.

### Climat
Pour des articles plus généraux, voir Climat de la Normandie et Climat de l'Eure.
En 2010, le climat de la commune est de type climat océanique franc, selon une étude du CNRS s'appuyant sur une série de données couvrant la période 1971-2000. En 2020, Météo-France publie une typologie des climats de la France métropolitaine dans laquelle la commune est exposée à un climat océanique et est dans la région climatique  Côtes de la Manche orientale, caractérisée par un faible ensoleillement (1 550 h/an) ; forte humidité de l’air (plus de 20 h/jour avec humidité relative > 80 % en hiver), vents forts fréquents. Parallèlement le GIEC normand, un groupe régional d’experts sur le climat, différencie quant à lui, dans une étude de 2020, trois grands types de climats pour la région Normandie, nuancés à une échelle plus fine par les facteurs géographiques locaux. La commune est, selon ce zonage, exposée à un « climat contrasté des collines », correspondant au Pays d’Auge, Lieuvin et Roumois, moins directement soumis aux flux océaniques et connaissant toutefois des précipitations assez marquées en raison des reliefs collinaires qui favorisent leur formation.
Pour la période 1971-2000, la température annuelle moyenne est de 10,5 °C, avec  une amplitude thermique annuelle de 13,9 °C. Le cumul annuel moyen de précipitations est de 872 mm, avec 13,1 jours de précipitations en janvier et 8,8 jours en juillet. Pour la période 1991-2020, la température moyenne annuelle observée sur la station météorologique la plus proche, située sur la commune de Petiville à 11 km à vol d'oiseau, est de 12,0 °C et le cumul annuel moyen de précipitations est de 844,9 mm,. Pour l'avenir, les paramètres climatiques de la commune estimés pour 2050 selon différents scénarios d’émission de gaz à effet de serre sont consultables sur un site dédié publié par Météo-France en novembre 2022.

## Urbanisme

### Typologie
Au 1er janvier 2024, Valletot est catégorisée commune rurale à habitat dispersé, selon la nouvelle grille communale de densité à 7 niveaux définie par l'Insee en 2022.
Elle est située hors unité urbaine. Par ailleurs la commune fait partie de l'aire d'attraction de Pont-Audemer, dont elle est une commune de la couronne,. Cette aire, qui regroupe 34 communes, est catégorisée dans les aires de moins de 50 000 habitants,.

### Occupation des sols
L'occupation des sols de la commune, telle qu'elle ressort de la base de données européenne d’occupation biophysique des sols Corine Land Cover (CLC), est marquée par l'importance des territoires agricoles (84,9 % en 2018), une proportion identique à celle de 1990 (84,9 %). La répartition détaillée en 2018 est la suivante : 
terres arables (51,5 %), prairies (33,3 %), forêts (15,1 %). L'évolution de l’occupation des sols de la commune et de ses infrastructures peut être observée sur les différentes représentations cartographiques du territoire : la carte de Cassini (XVIIIe siècle), la carte d'état-major (1820-1866) et les cartes ou photos aériennes de l'IGN pour la période actuelle (1950 à aujourd'hui).

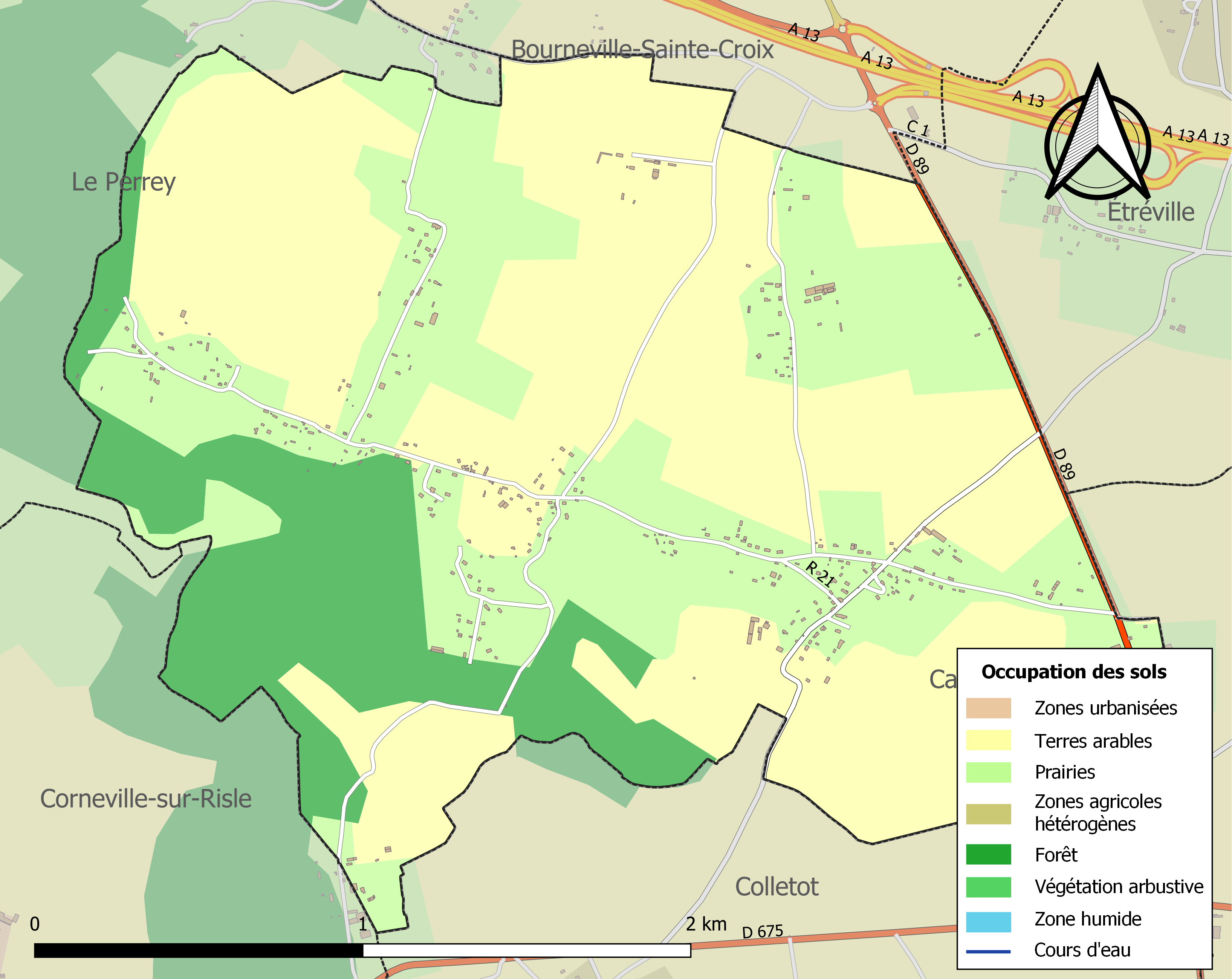
Carte des infrastructures et de l'occupation des sols de la commune en 2018 (CLC).

## Toponymie
Le nom de la localité est attesté sous la forme Valetot en 1398 (archives nationales); Vanetot en 1782 (Dict. des postes), Valletot-en-Roumois en 1828 (Louis Du Bois).
Il s'agit d'un nom de lieu en -tot, appellatif toponymique issu du vieux norrois topt « emplacement, maison, ferme », devenu -toft en Grande-Bretagne et au Danemark.
Le premier élément est le nom de personne scandinave Valr (ValR) ou Váli.

## Politique et administration
| Période                                  | Période  | Identité            | Étiquette | Qualité              |
| ---------------------------------------- | -------- | ------------------- | --------- | -------------------- |
| 1950                                     |          | Jean Lainé          | CNIP      | Agriculteur          |
| mars 2001                                |          | Hervé Caillouel     | UDI       | Agriculteur retraité |
| 2020                                     | En cours | Dominique Levasseur |           |                      |
| Les données manquantes sont à compléter. |          |                     |           |                      |

## Démographie
| 1793 | 1800 | 1806 | 1821 | 1831 | 1836 | 1841 | 1846 | 1851 |
| ---- | ---- | ---- | ---- | ---- | ---- | ---- | ---- | ---- |
| 410  | 453  | 501  | 458  | 457  | 401  | 414  | 402  | 398  |

| 1856 | 1861 | 1866 | 1872 | 1876 | 1881 | 1886 | 1891 | 1896 |
| ---- | ---- | ---- | ---- | ---- | ---- | ---- | ---- | ---- |
| 325  | 330  | 342  | 347  | 324  | 311  | 285  | 267  | 246  |

| 1901 | 1906 | 1911 | 1921 | 1926 | 1931 | 1936 | 1946 | 1954 |
| ---- | ---- | ---- | ---- | ---- | ---- | ---- | ---- | ---- |
| 234  | 211  | 218  | 194  | 207  | 206  | 219  | 190  | 195  |

| 1962 | 1968 | 1975 | 1982 | 1990 | 1999 | 2006 | 2011 | 2016 |
| ---- | ---- | ---- | ---- | ---- | ---- | ---- | ---- | ---- |
| 209  | 211  | 234  | 216  | 231  | 254  | 301  | 346  | 410  |

| 2021 | 2022 | - | - | - | - | - | - | - |
| ---- | ---- | - | - | - | - | - | - | - |
| 421  | 411  | - | - | - | - | - | - | - |

## Culture locale et patrimoine

### Lieux et monuments
La commune de Valletot compte un édifice inscrit au titre des monuments historiques :
- l'église Saint-Blaise (XIIe),  Inscrit MH (1934)[28].

Église de Valletot
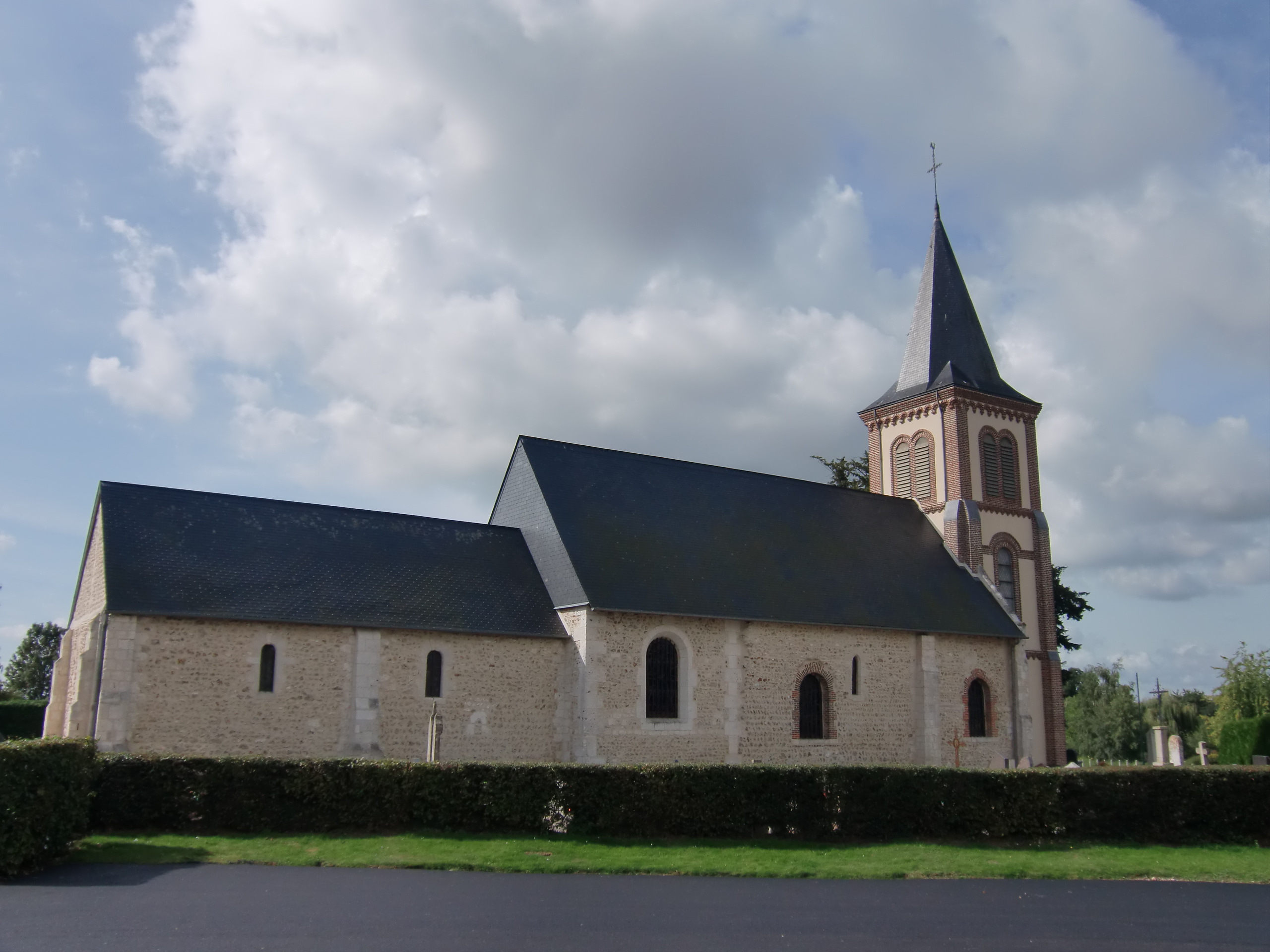

Par ailleurs, plusieurs autres édifices sont inscrits à l'inventaire général du patrimoine culturel :
- un château au lieu-dit Médine[29] ;
- quatre fermes : la première du XVIIe siècle[30], la deuxième des XVe et XVIIIe siècles[31] (elle appartenait autrefois à l'abbaye Notre-Dame de Corneville), la troisième du XIXe siècle[32] et la quatrième des XVIIe et XVIIIe siècles[33] au lieu-dit les Cauvins.

### Personnalités liées à la commune
- Jean Lainé (1901-1980 à Valletot),  député de la 2e circonscription de l'Eure de 1958 à 1973.
- Georges Dardel (1919-1982), homme politique, né à Valletot.